# Nossa Senhora da Graça (Nisa)
A Freguesia de Nossa Senhora da Graça é uma antiga freguesia portuguesa do Município de Nisa, que tinha 37,38 km² de área e 1 590 habitantes (2011), e, por isso, uma densidade populacional de 42,5 hab/km².
Foi extinta (agregada) pela reorganização administrativa de 2012/2013, sendo o seu território integrado na então criada União de Freguesias de Espírito Santo, Nossa Senhora da Graça e São Simão.

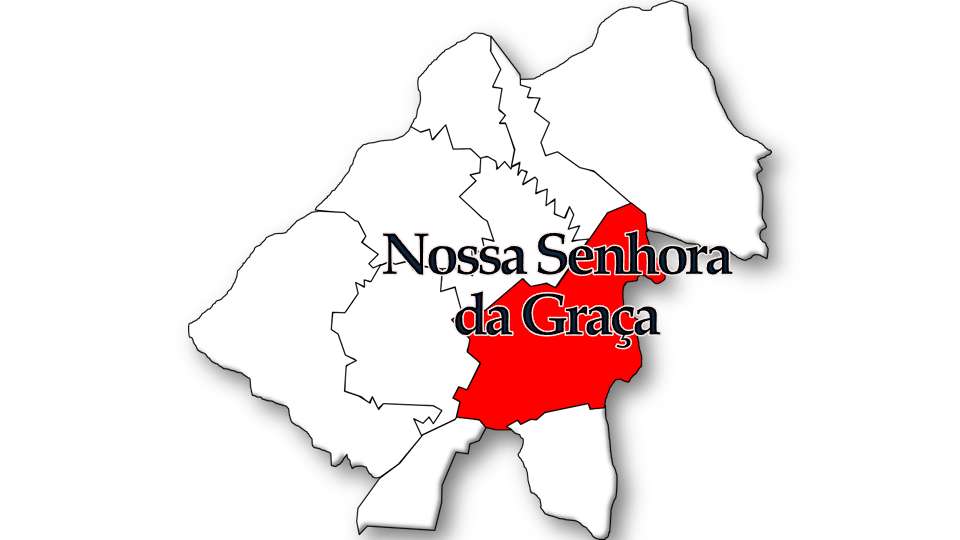
Localização no Município de Nisa

## População
| População da freguesia de Nossa Senhora da Graça | População da freguesia de Nossa Senhora da Graça | População da freguesia de Nossa Senhora da Graça | População da freguesia de Nossa Senhora da Graça | População da freguesia de Nossa Senhora da Graça | População da freguesia de Nossa Senhora da Graça | População da freguesia de Nossa Senhora da Graça | População da freguesia de Nossa Senhora da Graça | População da freguesia de Nossa Senhora da Graça | População da freguesia de Nossa Senhora da Graça | População da freguesia de Nossa Senhora da Graça | População da freguesia de Nossa Senhora da Graça | População da freguesia de Nossa Senhora da Graça | População da freguesia de Nossa Senhora da Graça | População da freguesia de Nossa Senhora da Graça |
| ------------------------------------------------ | ------------------------------------------------ | ------------------------------------------------ | ------------------------------------------------ | ------------------------------------------------ | ------------------------------------------------ | ------------------------------------------------ | ------------------------------------------------ | ------------------------------------------------ | ------------------------------------------------ | ------------------------------------------------ | ------------------------------------------------ | ------------------------------------------------ | ------------------------------------------------ | ------------------------------------------------ |
| 1864                                             | 1878                                             | 1890                                             | 1900                                             | 1911                                             | 1920                                             | 1930                                             | 1940                                             | 1950                                             | 1960                                             | 1970                                             | 1981                                             | 1991                                             | 2001                                             | 2011                                             |
| 1 094                                            | 1 149                                            | 1 310                                            | 1 249                                            | 1 250                                            | 1 154                                            | 1 173                                            | 1 082                                            | 1 134                                            | 2 182                                            | 1 601                                            | 1 271                                            | 1 604                                            | 1 573                                            | 1 590                                            |

## Património
- Castelo de Nisa
- Porta de Montalvão, porta da vila e restos da muralha da vila
- Ermida de Nossa Senhora dos Prazeres
- Pelourinho de Nisa
- Igreja da Misericórdia em Nisa